# Your Name Is Justine
Your Name is Justine (Originaltitel Masz na imię Justine) ist ein polnisch-luxemburgisches Filmdrama aus dem Jahr 2004, u. a. mit Mathieu Carrière. Hauptdarstellerin Anna Cieślak wurde für ihr Filmdebüt beim Gdynia Film Festival ausgezeichnet, wo der Film im Wettbewerb lief. Der Film wurde 2007 für den Oscar nominiert, wurde jedoch dann disqualifiziert, weil er nur teilweise in englischer Sprache spielt.

## Handlung
Der Film handelt von der 18-jährigen Mariola, die in einer kleinen Stadt lebt und von einem besseren Leben träumt. Sie ist verliebt in den wenige Jahre älteren Artur, der seit langem in Berlin lebt. Er lädt sie in den Ferien ein, um ihr Berlin zu zeigen und sie gleichzeitig seiner Familie vorzustellen. Als Mariola sich auf den Weg zu Artur macht, ahnt sie jedoch nicht, dass er hohe Schulden bei seinen Kollegen hat und diese nicht bezahlen kann. Kaum ist Mariola angekommen, wird sie als Prostituierte verkauft, um die Schulden auszugleichen.

## Kritik
„Die Story ist ziemlich simpel und wurde schon oft erzählt: Die Torheit blinder, jugendlicher Liebe und die Fallstricke und Vertrauensbrüche, die damit einhergehen. Aber das kraftvolle Drehbuch und die kurz gehaltenen Dialoge lassen die Aufmerksamkeit des Zuschauers nicht abreißen. Atemlos wartet er auf das Erwartbare in der Hoffnung, dass es nicht passieren wird.“

## Auszeichnungen
- 2005
  - World Film Festival: Arkadiusz Tomiak
  - Gdynia Film Festival: Anna Cieslak
- 2006
  - International Film Festival in Mons: Anna Cieslak
  - Filmkunfstfestival Prowincjonalia in Wrzesnia: Anna Cieslak
  - Lubuskie Lato Filmowe (Lebuser Filmsommer): Bester polnischer Film
- 2007
  - Luxemburger Filmpreis: Bester Spielfilm